# Hercostomus chalybeus
Hercostomus chalybeus är en tvåvingeart som först beskrevs av Christian Rudolph Wilhelm Wiedemann 1817.  Hercostomus chalybeus ingår i släktet Hercostomus och familjen styltflugor. Inga underarter finns listade i Catalogue of Life.